# Norman Kwong

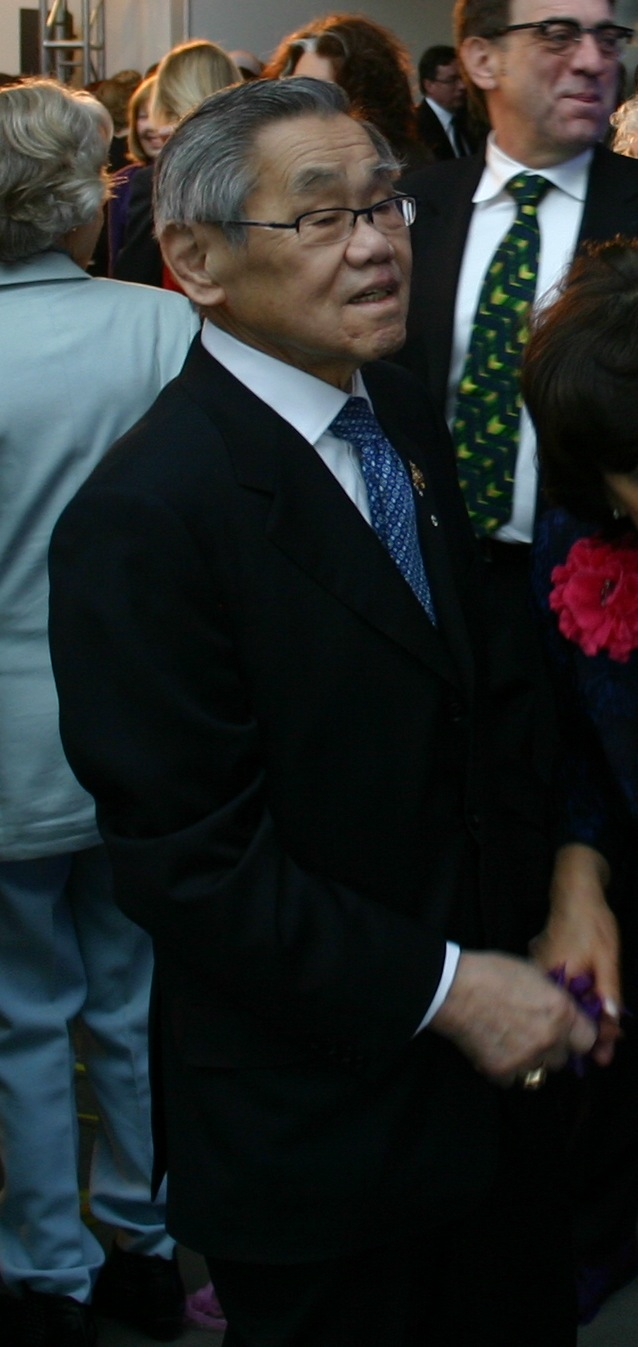
Norman Kwong (2010)

Norman („Normie“) Lim Kwong, CM, AOE (* 24. Oktober 1929 in Calgary als Lim Kwong Yew, chin. 林佐民, Pinyin Lín Zuǒmín; † 3. September 2016) war ein kanadischer Unternehmer, Sportfunktionär und Canadian-Football-Spieler. Als vierfacher Gewinner des Grey Cup gehört er zu den erfolgreichsten Spielern der 1950er Jahre. Später trat er als Mitbesitzer des Eishockeyteams Calgary Flames und als Manager des Footballteams Calgary Stampeders in Erscheinung. Von 2005 bis 2010 war Kwong Vizegouverneur der Provinz Alberta.

## Biografie
Norman Kwongs Eltern waren zu Beginn des 20. Jahrhunderts aus Taishan in der chinesischen Provinz Guangdong nach Kanada ausgewandert. Er besuchte die Western Canada High School in Calgary, wo er sein Talent für Canadian Football entdeckte. 1948 begann er seine Karriere in der Canadian Football League (CFL), als erster Profispieler chinesischer Abstammung. Der Fullback war zunächst bei den Calgary Stampeders unter Vertrag, von 1951 bis zu seinem Karriereende 1960 bei den Edmonton Eskimos.

Knwongs Wappen als Vizegouverneur von Alberta mit Canadian-Football-Bällen

In 13 Saisons erzielte Kwong (Spitzname: The China Clipper) insgesamt 78 Touchdowns. Viermal gewann er den Grey Cup, die Meistertrophäe der CFL: 1948 mit den Stampeders sowie 1954, 1955 und 1956 mit den Eskimos. Weitere drei Mal stand er im Endspiel (1949, 1952, 1960). In den Jahren 1951, 1955 und 1956 erhielt er die Eddie James Memorial Trophy als bester Angriffsspieler der Liga. 1955 und 1956 wurde er als bester kanadischer Spieler der CFL ausgezeichnet, 1955 auch als Kanadas Sportler des Jahres. 1969 wurde er in die Canadian Football Hall of Fame aufgenommen, im November 2006 wählte ihn der Fernsehsender The Sports Network zu einem der 50 besten CFL-Spieler aller Zeiten.
Nach seinem Rücktritt im Jahr 1960 war Kwong erfolgreich im Immobilienhandel tätig. 1971 trat er als Kandidat der Progressive Conservative Association of Alberta bei den Wahlen zur Legislativversammlung von Alberta an, erreichte im Wahlkreis Calgary Millican jedoch nur das zweitbeste Ergebnis. 1980 gehörte er jener Gruppe von Geschäftsleuten an, welche die NHL-Franchise Atlanta Flames nach Calgary holte; bis 1994 war er Mitbesitzer der Calgary Flames. Von 1988 bis 1991 war er Präsident und Geschäftsführer der Calgary Stampeders. Er gehört zu den wenigen Personen, die sowohl den Grey Cup als auch den Stanley Cup als Spieler, Manager oder Besitzer gewannen.
Auf Vorschlag von Premierminister Paul Martin wurde Kwong am 20. Januar 2005 durch Generalgouverneurin Adrienne Clarkson zum Vizegouverneur der Provinz Alberta ernannt. Er ersetzte Lois Hole, die zwei Wochen zuvor im Amt gestorben war. In diesem Amt repräsentierte er auf Provinzebene das Staatsoberhaupt Königin Elisabeth II. Am 11. Mai 2010 trat er zurück.